# The Slider
The Slider é o terceiro álbum de estúdio da banda britânica de rock T. Rex, e o sétimo álbum de estúdio desde sua estreia em 1968 como Tyrannosaurus Rex. Foi lançado em 21 de julho de 1972 pela EMI Records e Reprise Records, no Reino Unido e nos Estados Unidos, respectivamente. Duas canções, "Telegram Sam" e "Metal Guru", foram lançadas como singles para promovê-lo.
Suas sessões de gravação ocorreram fora de Paris, no Strawberry Studios em Château d'Hérouville. Sua produção durou dois meses, de março a abril daquele ano. O álbum foi produzido por Tony Visconti.
The Slider recebeu elogios da crítica e alcançou a quarta posição na tabela musical britânica. Na América do Norte, chegou ao 17º lugar, se tornando seu disco de maior sucesso lá.

## Produção

### Gravação
Por recomendação de Elton John, o álbum foi gravado no Château d'Hérouville, fora de Paris, para evitar as leis tributárias britânicas. Sua produção começou em março de 1972 e as sessões de gravação foram concluídas em cinco dias. Uma das faixas gravadas no Château foi "Metal Guru".
Outras gravações foram feitas no final de março no Rosenberg Studios em Copenhague, Dinamarca. Os coros da dupla Howard Kaylan e Mark Volman foram gravados no Elektra Studios, em abril. Como todos os álbuns anteriores do T. Rex, The Slider foi produzido por Tony Visconti.

### Arte da capa
As notas de encarte creditam a Ringo Starr ambas as fotos da capa e contracapa. As fotografias foram tiradas no mesmo dia das filmagens para o documentário Born to Boogie, na casa de John Lennon, Tittenhurst Park. Visconti, no entanto, contesta que Starr tirou as fotos, afirmando "Marc (Bolan) me entregou sua câmera e me pediu que 'disparasse dois rolos de filme preto e branco' enquanto estávamos no set de Born to Boogie. Ringo, o diretor do filme, estava ocupado o dia todo alinhando as fotos. Mas Marc aparentemente viu um oportunidade de dar a Ringo o crédito pelas fotos."

## Lançamento
Dois singles foram lançados para promover The Slider. O primeiro foi "Telegram Sam", que foi lançado em janeiro de 1972 e ficou na tabela musical britânica por 12 semanas, chegando ao primeiro lugar. "Telegram Sam" também alcançou o 67º lugar nas paradas estadunidenses. O segundo single foi "Metal Guru", que foi lançado em maio de 1972 e ficou na parada britânica por 14 semanas, alcançando o 1º lugar. Acabou não entrando nas paradas dos Estados Unidos.
The Slider foi lançado em 21 de julho de 1972 pela EMI Records no Reino Unido e pela Reprise Records nos Estados Unidos. Ele entrou na tabela britânica de álbuns em 5 de agosto de 1972, onde permaneceu por 18 semanas, chegando ao número quatro. Nos Estados Unidos, alcançou o número 17 na tabela musical Billboard Top LPs & Tapes.

## Recepção crítica

### Críticas contemporâneas
A partir de críticas contemporâneas, o revisor crítico Richard Williams, do periódico The Times, revisou o álbum ao lado de Never a Dull Moment de Rod Stewart, The Rise and Fall of Ziggy Stardust and the Spiders from Mars, de David Bowie, e o LP autointitulado de Roxy Music. Williams considerou Bolan "o menos obviamente talentoso", e considerou também que o "alcance estreito e a repetitividade musical" da música não importava, pois tornava "seus discos imediatamente reconhecíveis no rádio" O revisor continua: o álbum "está cheio de canções de uma leveza que é maravilhosa de se ver. Mas a intimidade silenciosa da entrega vocal de Bolan ajuda a uma palavra fazer o trabalho de dez – particularmente quando combinada com seu dom de cunhar imagens estranhamente atraentes". Williams também elogiou o trabalho de Visconti, declarando: "Estou inclinado a pensar que é Visconti mais do que qualquer um, responsável pelo sucesso de Bolan; seus arranjos e produção dão ao trabalho de T. Rex uma qualidade que o líder do grupo nunca poderia ter alcançado sozinho."
O crítico Ben Edmonds, da revista Creem, sentiu que depois de "Telegram Sam" e "Metal Guru", "não há outro single no álbum." Edmonds achou as outras faixas do álbum "uma espécie de solavancos de faixa para faixa (...) O resto do material é bom, mas meio sem brilho, e Bolan não ajuda muito com uma seção rítmica terrivelmente comum e pela percussão inexistente de Mickey Finn. Se você ainda não é um fanático por T. Rex, então The Slider não vai fazer de você um." A revisora Loraine Alterman, do jornal The New York Times, comentou sobre as letras que "sem dúvida soariam bastante profundas para ouvidos (de adolescentes) de 14 anos" e que "é um longo, longo caminho de 'Ballrooms of Mars' de Bolan para 'Byzantium' dos Yeats."

### Críticas retrospectivas
Em sua revisão, Steve Huey, do site musical AllMusic, escreveu: "Mesmo que pise em grande parte do mesmo terreno que Electric Warrior, The Slider é executado com perfeição e é o clássico que seu antecessor é". Andy Beta, do Pitchfork, deu ao álbum uma nota de 9,5/10, e escreveu que o disco "marcou tanto a direção quanto a aproximação iminente da borda do penhasco para a 'T. Rextasy'. Gravado em um castelo em ruínas na França (em referência ao Château), ele capturou Bolan como o rei do glam na altura absoluta de seus poderes." O periódico L.A. Weekly elogiou o álbum como "uma obra-prima assombrosamente única"

## Legado
O guitarrista Johnny Marr, dos Smiths, citou-o como um de seus álbuns favoritos, dizendo: "The Slider saiu e tinha 'Metal Guru' [sic]. Foi uma canção que mudou minha vida, pois eu nunca tinha ouvido nada tão bonito e tão estranho; mas ainda assim tão cativante. 'Telegram Sam' também estava nesse álbum e a coisa toda era estranhamente assustadora e tinha uma atmosfera estranha, considerando que era um disco número um e eles eram essencialmente uma banda de 'teeny-bop'". O músico Gary Numan também o saudou entre seus favoritos: "Canção após canção após canção (...) e a faixa-título; não é uma faixa típica para o título de um álbum. Você normalmente escolheria um dos grandes singles e "The Slider" tem um lento groove preguiçoso. É simplesmente ótimo. É apenas a faixa mais sexy".
A faixa "Ballrooms of Mars" foi apresentada nos longas-metragens Escola de Rock e Clube de Compras Dallas.

## Lista de faixas
Todas as faixas escritas e compostas por Marc Bolan. 
| Lado um        |                      |         |  |
| N.º            | Título               | Duração |  |
| 1.             | "Metal Guru"         | 2:25    |  |
| 2.             | "Mystic Lady"        | 3:09    |  |
| 3.             | "Rock On"            | 3:26    |  |
| 4.             | "The Slider"         | 3:22    |  |
| 5.             | "Baby Boomerang"     | 2:17    |  |
| 6.             | "Spaceball Ricochet" | 3:37    |  |
| 7.             | "Buick MacKane"      | 3:31    |  |
| Duração total: | Duração total:       | 21:57   |  |

| Lado dois      |                     |         |  |
| N.º            | Título              | Duração |  |
| 1.             | "Telegram Sam"      | 3:42    |  |
| 2.             | "Rabbit Fighter"    | 3:55    |  |
| 3.             | "Baby Strange"      | 3:03    |  |
| 4.             | "Ballrooms of Mars" | 4:09    |  |
| 5.             | "Chariot Choogle"   | 2:45    |  |
| 6.             | "Main Man"          | 4:14    |  |
| Duração total: | Duração total:      | 21:08   |  |

## Ficha técnica
T. Rex
- Marc Bolan – vocais principais, guitarras
- Mickey Finn – vocais de apoio, percussão
- Steve Currie – baixo elétrico
- Bill Legend – bateria

Músicos adicionais
- Howard Kaylan – vocais de apoio
- Mark Volman – vocais de apoio

Produção
- Tony Visconti – produção
- Dominique Hansson – engenharia de áudio
- Ringo Starr – fotografias da capa e contracapa

## Posição nas tabelas musicais
| Tabelas musicais (1972)        | Melhor posição |
| ------------------------------ | -------------- |
| Austrália (Kent Music Report)  | 13             |
| Reino Unido (OCC)              | 4              |
| Estados Unidos (Billboard 200) | 17             |